# I. Pelágiusz pápa
I. Pelágiusz (latinul: Pelagius), (? – 561. március 4.) volt a 60. pápa a kereszténység történetében 556. április 16-tól haláláig. Igen sokáig szolgálta az egyházat, míg a legfőbb hatalom birtokosa lett. Kiváló diplomáciai érzéke volt és nagy befolyása. Pontifikátusa alatt erősítette az emberekben a pápaság támogató szerepét. A szegények és elhagyottak gyámolítójaként nagy népszerűségre tett szert egész Itáliában. Azonban a Három fejezet elismerése miatt sok problémát kellett megoldania a kléruson belül.

## Élete
Nemes római családban született. Apját Jánosnak hívták, és Itália egyik vikáriusaként tartják számon. Pelágiusz már egészen fiatal korában kitűnt tehetségével, így először 536-ban találkozhatunk vele, amikor I. Agapét pápa konstantinápolyi útján a kíséret tagja volt. A pápa halála előtt valamennyivel konstantinápolyi nunciusának nevezte ki Pelágiuszt. A keleti fővárosban ismerkedett meg I. Justinianus császárral és udvarával, így Theodóra császárnéval is, akinek intrikáit hamar átlátta. A krónikák szerint a császárné őt bízta meg azzal, hogy megakadályozza Szilvériusz itáliai partraszállását. Ugyan ezt nem teljesítette, Theodóra mégis elérte célját. 543-ban az Órigénészt vádló császári iratok megjelenésekor visszatért Rómába. Hamarosan Justinianus kiadta a Három fejezetét, amelyet törölni kívánt a khalkédóni zsinat döntései közül. Amikor 545-ben Vigiliusz pápát Konstantinápolyba hívatta a császár, ő lett Rómában a pápa képviselője. A diakónusra nagy teher hárult, ugyanis ez idő alatt ostromolta meg Totila gót király a várost. Pelágiusz saját vagyonából próbálta enyhíteni a háború kínjait. Ruhát és élelmet osztott a város nincstelenjeinek. Felkereste a gót vezért, és fegyverszünetet kért tőle. Ezt nem sikerült elérnie, de miután Totila a város jó részét elfoglalta megígérte, hogy a lakókat kímélni fogja. 546-ban a gót uralkodó felismervén Pelágiusz kiváló diplomáciai érzékét Konstantinápolyba küldte, hogy a császárnál kieszközölje a békét. Azonban Justinianusz visszaküldte azzal, hogy hadvezére, Flavius Belisarius dönt Rómában háború és béke kérdéséről.
A hosszú utazás során Pelágiusz találkozott a gondterhelt Vigiliusszal, akit a császár arra kért, hogy fogadja el a három fejezet eltörlését. Így hazatérve azonnal visszaindult a keleti fővárosba, hogy a pápát támogatásával segítse vitájában. Pelágiusz mélységesen elítélte Justinianus császár követelését, és kiváló vitáival egészen 551-ig fenntartotta a pápa ellenszegülését. Így 553 májusában kiadta első constitutumát, amelyben Vigiliusz elveti a khalkédóni zsinat határozatainak megcsonkítását. Viszont a császár összehívta a konstantinápolyi egyetemes zsinatot, amely elfogadta a fejezetek törlését. Ezután Justinianus börtönbe vetette a pápa minden jelenlevő támogatóját, köztük Pelágiuszt is. Így adta ki Vigiliusz 554 februárjában második constitutumát, amelyben elismeri a három fejezet eltörlésének helyességét. A kiszabadult Pelágiusz hevesen ellenezte a második constitutumot, és szégyellte Vigiliuszt, hogy nem tudott ellentmondani Justinianusnak. De még a fővárosban belátta, hogy magatartása skizmához vezethet, és a császár bizalmának megnyerése is fontos lehet a későbbiekben. Így végül Pelágiusz is aláírta a három fejezet eltörléséről szóló formulát, majd hazaindult a beteg pápával. Vigiliusz pápa 555. június 7-én meghalt. Az új egyházfőt választó zsinat csak  Justinianus császár nyomására választotta meg Pelagiuszt 556. április 16-án. A nagy viták azért alakultak ki, mert a nyugati klérus nem akarta megbocsátani a követségnek, hogy tagjai is aláírták a konstantinápolyi egyetemes zsinat döntéseit, ezzel elfogadva a khalkédóni zsinat megcsonkítását.

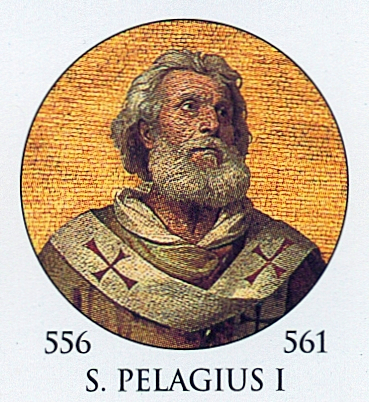
I. Pelágiusz

Pápaságának öt évének legnagyobb feladatává nőtte ki magát a három fejezet eltörlésének magyarázata és az itáliai klérus kibékítése. Terjedni kezdtek azok a pletykák is, amelyek szerint maga Pelágiusz ölte meg Vigiliusz pápát. Ezt megelégelve Pelágiusz egy patríciussal, Nersesszel az oldalán az evangéliumot és a szent keresztet feje fölé tartva esküdött, hogy nem bántotta elődjét. Azután uralkodásának további tisztaságát igazolva újabb rendeleteket hozott a szimónia ellen. A papság egy része azonban nem hitt neki, és a milánói és aquileiai egyháztartomány megszakította kapcsolatait a pápasággal. A skizma feloldása mellett Pelágiusz kiemelkedő feladata volt a végigpusztított Itália újraépítése és segítése is. Ismét saját vagyonát felhasználva templomokat újított fel, kolostorokat építtetett újjá, és mindenben igyekezett segíteni a szegényeket. Ezért hatalmát sikerült megszilárdítani Róma közvetlen környezetében.
A konstantinápolyi út elfogadhatatlan eredménye mégsem felejtődött el a klérus tagjaiban. A tény hogy Vigiliuszt és Pelágiuszt is rákényszerítették a konstantinápolyi zsinat döntéseinek elfogadására ellenérzéseket keltett a keleti egyházzal kapcsolatban. Sokan nem akarták átlátni, hogy Justinianus döntése inkább politikai volt, mint vallási. Pelágiusz hiába próbálta meggyőzni az itáliai papságot az ötödik egyetemes zsinat eredményéről, amely nem rúgta fel teljesen a khalkédóni zsinatot, főként Észak-Itáliában nem akarták elfogadni azt. Az itáliai skizma megoldása még a következő évszázadig váratott magára.
De Pelágiusz nemcsak kudarcokat ért el a nyugati egyházaknál a három fejezet törlésének elfogadása után. Galliában például egészen könnyen sikerült a maga oldalára állítani a klérust. Ebben szerepet játszott I. Childebert frank király hűségesküje is, és az hogy Sapaudust, arles-i püspököt egész Gallia vikáriusává tette.

Fennmaradt levéltöredékeiből kitűnik, hogy Pelágiusz támogatta az egyházi területek ésszarű kihasználását. Így a legtöbb kolostorban vagy templomkertben gyümölcsfák, kertek jelentek meg. Ezek terméseit a szegények javára ajánlotta fel, és az egész keresztény világból adományokat gyűjtött a háború sújtotta Itália számára. A jóságos pápa végül 561. március 4-én halt meg. Testét a Szent Péter-bazilikában, a sekrestyével szemben temették el.

## Művei
- Documenta Catholica Omnia (latin nyelven). (Hozzáférés: 2011. december 6.)